# Кот-при-Рибниці
Кот-при-Рибниці (словен. Kot pri Ribnici) — поселення в общині Рибниця, регіон Південно-Східна Словенія, Словенія. Район є частиною традиційного регіону Нижня Карніола і зараз входить до Статистичного регіону Південно-Східної Словенії.
Назва населеного пункту була змінена з Кота на Кот-при-Рибниці в 1953 році.